# Vanguardia de la ciencia
Vanguardia de la ciencia era un programa de radio de divulgación científica que era emitido por Radio Exterior de España, dependiente de Radio Nacional de España.
El programa tenía una periodicidad semanal, siendo emitido sin interrupción desde abril de 1995 hasta junio de 2007 con 655 programas.
Desde septiembre de 2003 el programa se podía descargar en mp3 desde su página web.
El programa fue creado y era presentado por el científico Ángel Rodríguez Lozano, el cual presentaba el programa hermano El sueño de Arquímedes en Radio Nacional de España y todo El Salvador.

## Audiencia
El programa era escuchado en todo el mundo gracias a la difusión de la señal radiofónica de Radio Exterior, el número de oyentes se incrementó gracias a su nuevo canal de distribución mediante mp3 en septiembre de 2003.

## Secciones
El programa se dividía en diferentes secciones que explicaban tanto noticias científicas recientes, dudas de oyentes o simplemente divulgaba cualquier conocimiento científico de una manera amena intentándolo explicar siempre de forma accesible y simple para todos los oyentes sin importar su nivel de conocimiento científico.
Así podemos destacar las siguientes secciones:
- Noticias de ciencia: El programa comenzaba con las principales noticias acontecidas durante la semana en el mundo científico.

- Entrevista: En esta sección se entrevistaba a un científico sobre algún estudio que realizaba y que se había visto plasmado en alguna revista de carácter científico como Nature o Science.

- Biografías: La biografía de un gran científico era explicada de forma novelada en esta parte del programa. Los relatos eran escritos normalmente por Carmen Buergo. Normalmente se escribían en primera persona, siendo la forma más habitual que el científico ya en la vejez echara la vista hacia atrás y recordara pasajes de su vida.

- Cartas de Ulises: Ulises era presentado como un amigo del programa el cual relataba hechos acontecidos en su niñez y los relacionaba con hechos científicos. Finalmente explicaba el hecho científico. Era una sección más frívola que el resto del programa, así por ejemplo en un programa realizó una entrevista a Lucy. En una entrevista Ángel Rodríguez Lozano reveló que Ulises era en realidad él mismo y que muchas de las historias estaban basadas realmente en su propia niñez o experiencia.[3]

- Correspondencia: En esta sección al final del programa, Ángel Rodríguez Lozano leía una carta de algún oyente. En las cartas se incluían preguntas generalmente sobre los podcast. Las cartas también proponían asuntos o preguntas para ser respondidas en la siguiente sección del programa que se llamaba la ciencia nuestra de cada día.

- La ciencia nuestra de cada día: En esta sección, Ángel Rodríguez Lozano contestaba preguntas de los oyentes y explicaba acontecimientos científicos, observaciones curiosas o fenómenos naturales cotidianos.

## Finalización del programa y nueva etapa en Internet
En junio de 2007, Vanguardia de la ciencia y El sueño de Arquímedes fueron cancelados por parte de la dirección de Radio Nacional. En contestación a una carta de un oyente, Ángel Rodríguez explicó que la decisión se englobaba dentro de la reestructuración de empleo que se estaba llevando a cabo dentro de Radio Nacional, la cual pasaba por la prejubilación de empleados. Dentro de estos empleados estaba Ángel Rodríguez por lo que fue prejubilado y el programa cancelado.
La finalización del programa fue criticada en diferentes blogs.

Desde 2009 se vuelve a emitir través de Internet en formato podcast en Ciencia para Escuchar.

## Programas
El programa todavía se puede escuchar en mp3 por descarga. De esta forma en la página de RNE existen todavía 36 programas (17 de diciembre de 2007). En el sitio web eSnips se pueden encontrar otros 62 programas.